# Rockin’ All Over the World (альбом)
Rockin’ All Over the World — десятый студийный альбом британской группы Status Quo, выпущенный в 1977 году. Это первый альбом группы, спродюсированный Пайпом Уильямсом, и первый, в котором принял полноценное участие Энди Баун; позже, в 1982 году он станет полноправным участником группы. Диск был выпущен в ноябре 1977 года и достиг 5-го места в британских чартах.

## Об альбоме
Заглавная песня альбома была первоначально записана Джоном Фогерти. В исполнении Quo она была выпущена в сентябре 1977 года и достигла 3-го места в чартах. Би-сайдом стала песня «Ring of a Change», вошедшая ещё в предыдущий альбом группы. Более синглов из этого альбома отдельно не выпускалось, хотя «Can’t Give You More» была перезаписана в 1991 году для студийника Rock ’Til You Drop и была выпущена тогда в виде сингла, достигнув в итоге 37-го места в списках.
В 2005 году альбом был переиздан лейблом Mercury с добавлением в качестве бонус-трека кавер-версии песни The Beatles «Getting Better», которую они записали для фильма 1976 года All This and World War II [Каталожный номер — 982 596-9].

## Реакция критики
На момент поступления диска в продажу, американская пресса благодушно отозвалась о его наполнении. Отмечалось, что данная версия титульной композиции звучит более энергично, чем в исполнении Фогерти. Издание Cashbox высказалось, что большинство песен альбома идеально подходят для форматов Top 40 и смотрелись бы также хорошо в плейлистах AOR-радиостанций. Обозревателям Billboard вокальная манера исполнения британской группы почему-то напомнила Стивена Тайлера из Aerosmith. Роберт Кристгау поставил альбому одну из самых высоких своих оценок (B+), сказав в заключении, что это «старый добрый рок-н-ролл в ещё одном отмеченном наградами костюме».
Оценки на родине музыкантов были ещё выше. Джон Ширлоу из Record Mirror дал пластинке максимальный бал, сразу же отнеся её в разряд классики. Уникальную способность творить оригинальное из простого журналист назвал отличительной чертой коллектива.

## Список композиций
| №  | Название              | Автор(ы)                   | Длительность |
| -- | --------------------- | -------------------------- | ------------ |
| 1. | «Hard Time»           | Фрэнсис Росси, Рик Парфитт | 5:04         |
| 2. | «Can’t Give You More» | Фрэнсис Росси, Боб Янг     | 4:00         |
| 3. | «Let’s Ride»          | Алан Ланкастер             | 3:00         |
| 4. | «Baby Boy»            | Фрэнсис Росси, Боб Янг     | 3:15         |
| 5. | «You Don’t Own Me»    | Алан Ланкастер, Мик Грин   | 3:04         |
| 6. | «Rockers Rollin’»     | Рик Парфитт, Джеки Линтон  | 3:56         |

| №  | Название                     | Автор(ы)                            | Длительность |
| -- | ---------------------------- | ----------------------------------- | ------------ |
| 1. | «Rockin’ All Over the World» | Джон Фогерти                        | 3:40         |
| 2. | «Who Am I»                   | Пайп Уильямс, Питер Хатчинс         | 4:20         |
| 3. | «Too Far Gone»               | Алан Ланкастер                      | 3:12         |
| 4. | «For You»                    | Рик Парфитт                         | 3:03         |
| 5. | «Dirty Water»                | Фрэнсис Росси, Боб Янг              | 3:42         |
| 6. | «Hold You Back»              | Фрэнсис Росси, Рик Парфитт, Боб Янг | 4:15         |

| №  | Название         | Автор(ы)                  | Длительность |
| -- | ---------------- | ------------------------- | ------------ |
| 1. | «Getting Better» | Джон Леннон/Пол Маккартни | 2:21         |

## Участники записи
Список составлен в соответствии с информацией базы данных Discogs.
| Status Quo: - Фрэнсис Росси — гитара, вокал - Рик Парфитт — гитара, вокал - Алан Ланкастер — бас, вокал - Джон Коглан — ударные Приглашённые музыканты: - Энди Баун — клавишные, бэк-вокал - Фрэнк Рикотти — перкуссия | Технический персонал: - Пайп Уильямс — музыкальный продюсер - Джон Иден — звукорежиссёр - Мелвин Абрахамс — инженер мастеринга и нарезки лакового слоя - Eric Howard Productions — дизайн |

## Позиция в хит-парадах и коммерческие показатели
| Год       | Хит-парад                                  | Высшая позиция | Пребывание в чарте |
| --------- | ------------------------------------------ | -------------- | ------------------ |
| 1977—1978 | Австралия (Kent Music Report)              | 14             | нет данных         |
| 1977—1978 | Австрия (Ö3 Austria)                       | 24             | 4 недели           |
| 1977—1978 | Великобритания (UK Albums Chart)           | 5              | 15 недель          |
| 1977—1978 | Нидерланды (Nationale Hitparade LP Top 20) | 9              | 9 недель           |
| 1977—1978 | Новая Зеландия (RMNZ)                      | 29             | 2 недели           |
| 1977—1978 | Финляндия (Suomen virallinen lista)        | 18             | 6 недель           |
| 1977—1978 | Франция (SNEP)                             | 8              | 13 недель          |
| 1977—1978 | ФРГ (Offizielle Top 100)                   | 7              | 13 недель          |
| 1977—1978 | Швеция (Sverigetopplistan)                 | 19             | 6 недель           |
|           |                                            |                |                    |
| 1991      | Франция (SNEP)                             | 9              | 4 недели           |
|           |                                            |                |                    |
| 2004      | Норвегия (VG-lista)                        | 16             | 5 недель           |

| Хит-парад (1978)                              | Позиция |
| --------------------------------------------- | ------- |
| ФРГ (Offizielle Top 100) (Offizielle Top 100) | 38      |

| Регион | Сертификация  | Продажи  |
| --- | ------------- | -------- |
| Австралия (ARIA) | 2× Платиновый | 100 000^ |
| Великобритания (BPI) | Золотой       | 100 000  |
| Германия (BVMI) | Золотой       | 250 000^ |
| Испания (PROMUSICAE) | Платиновый    | 100 000^ |
| Франция (SNEP) | Золотой       | 100 000* |
| Швейцария (IFPI Switzerland) | Золотой       | 25 000^  |
| * Данные о продажах приведены только на основе сертификации. · ^ Данные о тиражах приведены только на основе сертификации. · Данные о продажах + прослушиваниях приведены только на основе сертификации. |               |          |